# Philanthus annulatus
Espèce
Philanthus annulatus est une espèce fossile d'insectes hyménoptères guêpes solitaires de la famille des Crabronidae et du genre Philanthus.

## Systématique
L'espèce Philanthus annulatus est décrite en 1937 par le paléontologue français Nicolas Théobald (1903-1981) dans sa thèse, et déclarée alors comme appartenant à la famille des Spegidae. 

### Fossiles
L'holotype I de l'ère Cénozoïque, et de l'époque Oligocène (33,9 à 23,03 Ma) fait partie de la collection de l'institut géologique de Marseille, et vient de Camoins-les-Bains près de Marseille, dans les calcaires en plaquettes, probablement du Sannoisien.

### Étymologie
L'épithète spécifique annulatus signifie en latin « annulé ».

### Ancienne espèce synonyme
The Taxonomicon en 2023, signale une espèce Philanthus annulatus (Spinola, 1851) renommée en Trachypus annulatus Spinola, 1851.

## Présentation

### Caractères
La diagnose de Nicolas Théobald en 1937, : 

« Corps brun noir, ailes claires. Tête écrasée, large, avec deux yeux de forme ovale, faisant saillie sur les côtés; face écrasée, deux mandibules à l'avant ; deux antennes pluriarticulées au milieu du front, douze (?) articles courts, homonomes, antennes non géniculées, aussi longues que le thorax, implantées au milieu du front. Cou net. Thorax de forme ovale, assez fortement bombé. Abdomen non pétiolé, fusiforme, segments nettement séparés ; chaque segment orné d'une bande transversale noire. Pattes grêles. Ailes en partie conservées, aile gauche très abimée, aile droite à moitié conservée, l'aile postérieure droite est en partie couchée sur l'aile antérieure ; nervation de Sphegidae, stigma noir, court et large ; une cellule radiale pointue (?) à l'extrémité ; deux cellules discoïdales fermées, probablement trois cellules cubitales (R-Cu) dont deux visibles, la deuxième non pétiolée. ».

### Dimensions
La longueur totale est de 7,5 mm, le thorax a une longueur de 2,2 mm et une largeur de 2,2 mm, l'abdomen a une longueur de 4 mm et une largeur de 1,7 mm.

### Affinités
« Il s'agit incontestablement d'un Hymènoptère Vespiforme et non d'un Mellifère, comme le supposait le Dr Abeille de Perrin qui avait déterminé cet échantillon Panurgioides annulatus (inédit). La nervation des ailes est celle des Sphegidae. Malheureusement l'extrémité des ailes manque et il n'est pas absolument certain qu'il s'agisse en réalité du g. Philanthus. ».

## Biologie
« Certains Philanthes s'attaquent aux Abeilles. Notons qu'il existe déjà des Mellifères à l'Oligocène, l'existence des Philanthes est donc très plausible. ».

### Publication originale
- [1937] Nicolas Théobald, « Les insectes fossiles des terrains oligocènes de France 473 p., 17 fig., 7 cartes,13 tables, 29 planches hors texte », Bulletin Mensuel de la Société des Sciences de Nancy et Mémoires de la Société des sciences de Nancy, Imprimerie G. Thomas,‎ 1937, p. 1-473 (ISSN 1155-1119 et 2263-6439, OCLC 786027547). .